# 織田信茂
織田 信茂（おだ のぶしげ）は、江戸時代中期の旗本。織田信行、明智光秀の血脈を有する。

## 生涯
旗本・織田信成の子として誕生した。宝永7年（1710年）12月26日に父の遺跡を継いで1200石を知行し、300石を弟の宣居に分与した。
享保6年（1721年）、死去。享年47。

## 系譜
子女は2女。養子に宣居。
- 父：織田信成
- 母：川勝広有娘
- 正室：織田信英娘
  - 女子
  - 女子
- 養子：織田宣居（父：織田信成）